# Paspalum petrosum
Paspalum petrosum är en gräsart som beskrevs av Jason Richard Swallen. Paspalum petrosum ingår i släktet tvillinghirser, och familjen gräs. Inga underarter finns listade i Catalogue of Life.